# Gavutu
Gavutu è una piccola isoletta nella provincia Centrale delle Isole Salomone. Misura circa 500 metri di lunghezza e fa parte dell'arcipelago delle isole Florida.
Come la vicina isola di Tanambogo Gavutu rivestì un ruolo importante nella Campagna di Guadalcanal, durante la Seconda guerra mondiale. Nel 1942 i Giapponesi cercarono di stabilire una base per idrovolanti sull'isola. Tra il 7 e il 9 agosto nella battaglia di Tulagi e Gavutu-Tanambogo i soldati del II reggimento dei marines statunitensi assaltarono e occuparono l'isola.